# Manuel Pardo y Sánchez-Salvador
Manuel Pardo y Sánchez-Salvador (Madrid, 1839-Madrid, 1896) fue un ingeniero y académico español.

## Biografía
Nació el 8 de abril de 1839 en Madrid. Inspector general del Cuerpo de Ingenieros de Caminos, Canales y Puertos, fue profesor de dicha escuela durante veintisiete años. Fue miembro de número de la Real Academia de Ciencias Exactas. Autor de diversas obras científicas, fue redactor de la Revista de Obras Públicas y director de los Anales y Anuario de Obras Públicas. Falleció en su ciudad natal el 15 de diciembre de 1896.